# Kanton Auch-1
Auch-1 is een kanton van het Franse departement Gers. Het kanton maakt deel uit van de arrondissementen Auch en  Mirande. In 2019 telde het 11.000 inwoners.
Het kanton werd gevormd ingevolge het decreet van 26 februari 2014 met uitwerking op 22 maart 2015, met Auch als hoofdplaats.

## Gemeenten
Het kanton omvat de volgende zes gemeenten, afkomstig van het opgeheven kanton Auch-Sud-Ouest: 
- Auch (westelijk deel, hoofdplaats)
- Barran
- Le Brouilh-Monbert
- Lasséran
- Pavie
- Saint-Jean-le-Comtal